# Рамирес, Виктор Эмилио
Виктор Эмилио Рамирес (англ. Victor Emilio Ramirez; род. 30 марта 1984, Эсейса, провинция Буэнос-Айрес, Аргентина) — аргентинский боксёр-профессионал, выступавший в первой тяжелой и тяжелой весовых категориях. Среди профессионалов бывший чемпион мира по версиям WBO (2009) и IBF (2015—2016) в 1-м тяжелом весе.

## Профессиональная карьера
Рамирес дебютировал на профессиональном ринге в апреле 2006 года. Первые три года выступал в Аргентине преимущественно с соотечественниками. Выиграл все поединки кроме одного, который проиграл по очкам близким решением судей.
В своём 14-м бою выиграл титул чемпиона Южной Америки в первом тяжёлом весе.
В следующем бою выиграл титул чемпиона Латинской Америки по версии WBO.
17 января 2009 года впервые выехал боксировать за границу. В Германии Рамиресу противостоял фаворит, российский небитый боксёр, Александр Алексеев (16-0). Рамирес досрочно победил местного боксёра и стал временным чемпионом мира по версии WBO.
В следующем бою Рамирес в тяжёлом противостоянии победил азербайджанца Али Исмаилова и стал полноценным чемпионом мира по версии WBO.
29 августа 2009 года Виктор Рамирес проиграл близким решением судей титул молодому немецкому боксёру, Марко Хуку. После этого боя Рамирес более чем на четыре года покинул бокс и завершил карьеру.
В декабре 2013 года Рамирес вернулся на ринг и снова стал побеждать. Во втором бою после возвращения Рамирес завоевал латиноамериканский титул по версии IBF.
10 апреля 2015 года в Аргентине Виктор Эмилио Рамирес победил в зрелищном бою англичанина Олу Афолаби и завоевал титул временного чемпиона мира по версии IBF.
26 сентября 2015 года кубинский боксёр Йоан Пабло Эрнандес из-за травм не смог выйти на бой против Виктора Рамиреса и был лишён титула чемпиона мира по версии IBF, так как ни разу не защитил свой титул в течение 13 месяцев. После чего чемпионом мира по версии IBF был объявлен Виктор Рамирес.
2 октября 2015 года в Аргентине Виктор Рамирес раздельным решением судей свёл в ничью бой с британским боксёром родом из Ямайки Овиллом Маккензи и защитил титул чемпиона мира по версии IBF.
В декабре 2016 года решил завершить профессиональную карьеру..

## Результаты профессиональных боёв
В таблице перечислены результаты всех поединков боксёров.
В каждой строке указан результат поединка. Дополнительно номер поединка обозначен цветом, который обозначает итог поединка. Расшифровка обозначений и цветов представлена в нижеследующей таблице.
| Пример | Расшифровка                     |
| ------ | ------------------------------- |
|        | Победа                          |
|        | Ничья                           |
|        | Поражение                       |
|        | Планируемый поединок            |
|        | Поединок признан несостоявшимся |
| КО     | Нокаут                          |
| ТКО    | Технический нокаут              |
| PTS    | Решение судей (по очкам)        |
| UD     | Единогласное решение судей      |
| MD     | Решение большинства судей       |
| SD     | Раздельное решение судей        |
| RTD    | Отказ от продолжения боя        |
| DQ     | Дисквалификация                 |
| NC     | Поединок признан несостоявшимся |

| 27 побед (22 нокаутом), 1 ничья, 3 поражения, 1 несостоявшийся. |                |     |              |                |                                                      |                                                                                      |
| Результат                                                       | Оппонент       | Тип | Раунд, Время | Дата           | Место                                                | Дополнительно                                                                        |
| 22-3-1, 1 NC                                                    | Денис Лебедев  | TKO | 2 (12)       | 21 мая 2016    | Мегаспорт, Москва, Россия                            | Объединительный бой за титулы WBA (7-я защита Лебедева) и IBF (2-я защита Рамиреса). |
| 22-2-1, 1 NC                                                    | Овилл Маккензи | SD  | (12)         | 2 октября 2015 | Villa La Ñata Sporting Club, Буэнос-Айрес, Аргентина | 114-114, 115—113, 113—115. Титул чемпиона мира по версии IBF, (1-я защита Рамиреса). |
| 22-2-0, 1 NC                                                    | Ола Афолаби    | UD  | (12)         | 10 апреля 2015 | Villa La Ñata Sporting Club, Буэнос-Айрес, Аргентина | 115-111, 115—111, 116—111. Бой за вакантный титул временного чемпиона по версии IBF. |